# モニーク・コールマン
モニーク・コールマン（Monique Coleman、1980年11月13日 - ）は、アメリカ合衆国の女優。サウスカロライナ州オレンジバーグ出身。

## 出演作品
- スイート・ライフ（マリー・マーガレット）
- BONES シーズン4
- ハイスクール・ミュージカル/ザ・ムービー（テイラー・マッカーシー）
- ハイスクール・ミュージカル2（テイラー・マッカーシー）
- ハイスクール・ミュージカル（テイラー・マッカーシー）
- ヴェロニカ・マーズ シーズン1
- ギルモア・ガールズ 第4シーズン